# جميل بن معمر
جميل بن معمر المُلقب جميل بثينة، هو جميل بن عبد الله بن مَعْمَر العُذْري القُضاعي، ويُكنّى أبا عمرو (ت. 82 هـ/701 م) شاعر ومن عشاق العرب المشهورين. كان فصيحًا مقدمًا جامعًا للشعر والرواية وأثر شعره في النسيب والغزل والفخر وأقله في المدح. وكان في أول أمره راويا لشعر هدبة بن خشرم، كما كان كثير عزة راوية جميل فيما بعد. لقب بجميل بثينة لحبه الشديد لبثينة بنت حيان.

## نسبه
نسبة إلى عذرة وهي بطن من قضاعة من شعراء العصر الأموي. وكان جميلا حسن الخلقة، كريم النفس، باسلاً، جوادًا، شاعرًا، مطبوعًا، مرهف الحس رقيق المشاعر، وصاحبته بثينة وهما جميعًا من عذرة وكانت تُكنى أمّ عبد الملك والتي انطلق يقول فيها الشعر حتى وفاته.
ومن ذلك قوله:

## مضرب شهرته
افتتن ببثينة بنت حيان بن ثعلبة العذرية، من فتيات قومه وهو غلام صغير، فلما كبر خطبها من أبيها فرده وزوجها من رجل آخر. فازداد هيامًا بها، وكأن يأتيها سرًّا ومنزلها وادي القرى فتناقل الناس أخبارهما.
وكانت قبيلة «عُذرة» -ومسكنها في وادي القرى (العلا) بين الشام والمدينة- مُشتهرةً بالجمال والعشق حتى قيل لأعرابي من العذريين:
"ما بال قلوبكم كأنها قلوب طير تنماث -أي تذوب- كما ينماث الملح في الماء؟ ألا تجلدون؟ قال: إنا لننظر إلى محاجر أعين لا تنظرون إليها.
وقيل لآخر: فمن أنت؟ فقال: من قوم إذا أحبوا ماتوا، فقالت جارية سمعته: عُذريٌّ ورب الكعبة.
عشق جميل قول الشعر وكان لسانه مفطورًا على قوله، يقال أنه كان راوية لهدبة بن خشرم، وهدبة كان شاعراً وراوية للحطيئة وهو أحد الشعراء المخضرمين.
قصد جميل مصر وافدًا على عبد العزيز بن مروان، بالفسطاط، فأكرمه عبد العزيز وأمر له بمنزل، فأقام قليلا ومات ودفن في مصر، ولما بلغ بثينة خبر موته حزنت عليه حزنًا شديدًا وأنشدت (ولا يُحفظ لها شعرٌ غيره):

## جميل بثينة
عشق جميل بثينة بنت يحيى من بني ربيعة، فانطلق ينظم الشعر فيها فجمع له
قومها جمعًا ليأخذوه إذا أتاها فحذرته بثينة فاستخفى وقال:
وهجا قومها فاستعدوا عليه مروان بن الحكم وهو يومئذ عامل المدينة، فنذر
ليقطعن لسانه فلحق بجذام وقال:
بقي جميل هناك حتى عزل مروان عن المدينة، فانصرف على بلاده وكان يختلف إليها سرًا، كان لبثينة أخ يقال له حوَّاش عشق أخت جميل وتواعد للمفاخرة فغلبه جميل، ولما اجتمعوا لذلك قال أهل تيماء: قل يا جميل في نفسك ماشئت، فأنت الباسل الجواد الجمل، ولا تقل في أبيك شيئًا فإنه كان لصٍّا بتيماء في شملة لا تواري لبسته، وقالوا لحواش قل، وأنت دونه في نفسك وفي أبيك ما شئت فقد صحب النبي «صلى الله عليه وعلى آله وسلم».
قال كثير: قال لي جميل يومًا: خذ لي موعدًا مع بثينة، قلت: هل بينك وبينها علامة؟ قال: عهدي بهم وهم بوادي الدوم يرحضون ثيابهم، فأتيتهم فوجدت أباها قاعدًا بالفناء، فسلمت، فرد وحادثته ساعة حتى استنشدني فأنشدته:
فضربت بثينة جانب الستر، وقالت إخسأ، ولما تساءل والدها، قالت: كلب يأتينا إذا نام الناس من وراء هذه الرابية، قال: فأتيت جميلاً وأخبرته أنها وعدته وراء الرابية إذا نام الناس.
كما يروي ابن عياش قائلًا: خرجت من تيماء فرأيت عجوزًا على أتان -أنثى الحمار- فقلت من أنت: قالت: من عذرة، قلت: هل تروين عن جميل ومحبوبته شيئاً فقالت: نعم، إنا لعلى ماء بئر الجناب وقد اتقينا الطريق واعتزلنا مخافة جيوش تجيء من الشام إلى الحجاز، وقد خرج رجالنا في سفر، وخلفوا عندنا غلمانًا أحداثًا، وقد انحدر الغلمان عشية إلى صرم لهم قريب منا ينظرون إليهم، ويتحدثون عن جوار منهم فبقيت أنا وبثينة، إذا انحدر علينا منحدر من هضبة حذاءنا فسلم ونحن مستوحشون فرددت السلام، ونظرت فإذا برجل واقف شبهته بجميل.
فدنا فأثبته فقلت: أجميل؟ قال: إي والله، قلت: والله لقد عرضتنا ونفسك شرًا فما جاء بك؟ قال: هذه الغول التي وراءك وأشار إلى بثينة، وإذا هو لا يتماسك فقمت إلى قعب فيه إقط مطحون وتمر، وإلى عكة فيها شيء من سمن فعصرته على الإقط «الجبن»، وأدنيته منه فقلت: أصب من هذا وقمت إلى سقاء لبن فصببت له في قدح ماء بارد وناولته، فشرب وتراجع فقلت له: لقد جهدت فما أمرك؟ فقال: أردت مصر فجئت أودعكم وأسلم عليكم، وأنا والله في هذه الهضبة التي ترين منذ ثلاث ليال أنظر أن أجد فرصة حتى رأيت منحدر فتيانكم العشية، فجئت لأحدث بكم عهدًا، فحدثنا ساعة ثم ودعنا وانطلق، فلم نلبث إلا يسيرًا حتى أتانا نعيه من مصر.

## وفاته
قال سهلُ بن سعد الساعدي (أو ابنه عبّاس): لقيني رجلٌ من أصحابي، فقال: هل لكَ في جميلٍ فإنهُ ثقيل؟ فدخلنا عليه وهو يكيدُ بنفسه وما يخيّل إليّ أن الموتَ يكرثُه (يشتدُّ عليه) فقال: ما تقولُ في رجلٍ لم يزنِ قطُّ، ولم يشرب خمرًا قطُّ، ولم يقتُل نفسًا حرامًا قطُّ، يشهدُ أن لا إله إلا الله؟ فقلتُ: أظنُّه والله قد نجا، فمن هذا الرجل؟ قال: أنا. قلتُ: واللهِ ما سلمتَ (يُريد من الزنا) وأنت منذ عشرين سنة تنسب ببثينة، فقال: إنّي لفي آخرِ يومٍ من أيّام الدُّنيا، وأوّل يوم من أيام الآخرة، فلا نالتني شفاعةُ محمد صلى الله عليه وسلم إن كنتُ وضعت يدي عليها لريبة قطُّ. قال: فأقمنا حتى مات.
وهكذا مات جميل ومات معه حبه ولكن يظل شعره ينبض بالحياة ويروي لنا قصة عاشق:
لما بلغ بثينة خبر موته حزنت عليه حزنا شديدا وأنشدت:

## أجمل قصائده
ولعل أكثر ما يحفظ الناس من شعر جميل هذه الأبيات:
ومن روائعه أيضا:

## حاشية
1. ↑  Google Books (باللغات المتعددة), QID:Q206033
2. ↑  خير الدين الزركلي (2002م). الأعلام (PDF) (ط. 15). بيروت: دار العلم للملايين. ج. 2. ص. 138.
3. 1 2 3 4
4. ↑  ديوان جميل بُثينة

## وصلات خارجية
- ديوان الشاعر: جميل بثينة